# ランチェスター装甲車
ランチェスター装甲車は、1920年代後半から1930年代初期にかけ、限られた数が生産されたイギリスの装甲車である。この車輛は国防義勇軍と植民地軍部隊に配備され、1940年代初期まで軍務に就き、マレー作戦に参加した。本車は初期の4輪駆動型と区別するために、しばしばランチェスター6輪装甲車と呼ばれる。

## 生産の経緯
1927年7月19日、ランチェスター・モーター・カンパニーは6輪装甲車の契約を与えられた。1928年3月までに、2輌の試作型であるD1E1とD1E2が生産された。これは兵装と砲塔の形状が異なっていた。D1E2は車輛後部に追加の操縦装置が設けられていた。検査の後に　これらの車体は重量級の車輛として十分強靭でなく、また縦走するにも十分強くないことが判明した。22輌に改良されたシャーシが装着され、他にも変更が命じられた。これらはマークIとマークII（指揮車輛型）と命名された。1932年には15輌以上の発注が出された。2輌が教育用のD1E3、D1E4であり、残余はマークIIとマークIIA（指揮車輛型）であった。
ランチェスター装甲車には特注の6輪（4輪駆動）のシャーシが装備された。装甲車体はロールスロイス装甲車と同様で、その前方部分は機関室となり、残りのスペースは戦闘室で占められていた。装甲部分の背後、車輛の後方部分は装備を搭載するために用いられた。戦闘室の天井に二人乗りの銃塔が据えられ、12.7mmおよび7.7mmヴィッカース機関銃が並列に銃架へ装備された。この銃塔には司令塔があり、独自に回転させることができた。追加の7.7mmヴィッカース機関銃は戦闘室の前面に配置された。指揮車輌では、車体前方機銃はウィップ・タイプのアンテナがついたNo.9無線機に置き換えられ、機関銃手は無線手になった。
ランチェスター装甲車は良好な縦走能力を持ち、信頼性があり、保守整備が簡単だったが、本車が当初構想された偵察任務に用いるには大きく重過ぎて、鈍重だった。

## 配備

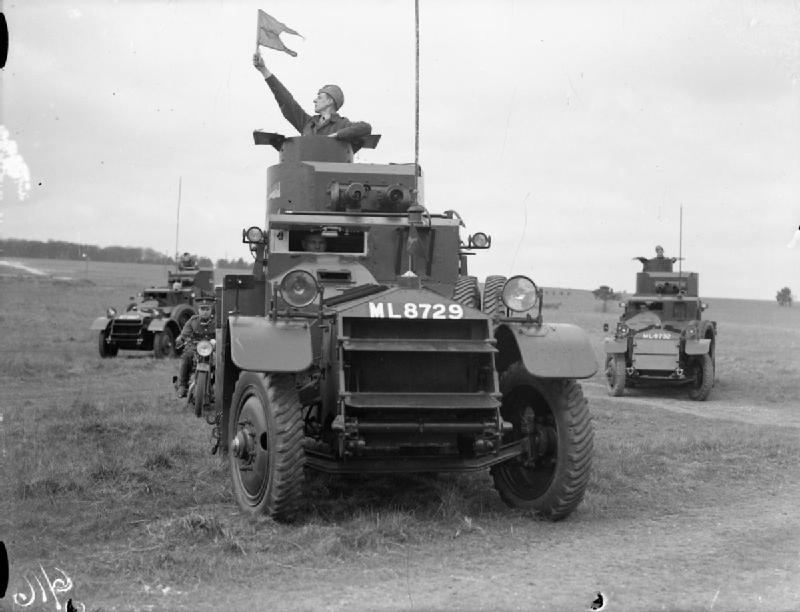
第12王立槍騎兵連隊に配備された、行動中のランチェスター装甲車。

1929年1月、最初のランチェスター装甲車が（ロールスロイス装甲車とともに）第11軽騎兵連隊に受領された。配備は遅れ、部隊に全てが行きわたるには1934年までかかった。11月にこの連隊は、第12王立槍騎兵連隊の役割を軽減するため、エジプトへ送られた。同隊はその後にイギリスへ戻って車輛を装備した。1935年の1月から2月に、第12王立槍騎兵連隊に暫定的に配備されたD大隊は、ドイツのザールラント地域の治安維持活動に従事した。12月31日、B及びC大隊は29輌の装甲車とともに、イタリアのアビシニア侵攻（第二次エチオピア戦争）に対する備えとして再びエジプトへ送られ、リビアの駐屯軍を強化した。これらの車輛は西部の前線の警備に用いられた。その年の終わりに、中隊はイギリスへ帰還し、連隊はモーリス装甲車へ装備を改変した。
1939年、ランチェスター装甲車は（13輌のマークI、1輌のマークIA、5輌のマークII、3輌のマークIIA）極東に送られた。配備先はマレーシアの、スランゴール州とペラ州を防衛していた、マレー州連邦義勇軍に属する大隊のほか、シンガポール義勇軍団、海峡植民地義勇軍、アーガイル・アンド・サザーランド・ハイランダーズの第2大隊である。 これらのうちの少数の車輛は、1941年12月から1942年2月まで、マレー作戦に投入されて日本軍と戦った。
10輌のランチェスター装甲車が国防義勇軍である第23ロンドン装甲車中隊とダービシャー義勇軍に譲渡された。1940年、1輌が閣僚たちや他の重要人物のために改造された。1941年、2輌が第1ベルギー装甲車大隊に譲渡された。
唯一の残存車輛はマークII型であり、ボービントン戦車博物館に展示されている。

## 派生型
- マークI (18輌生産) - 二重の後輪タイヤ。
- マークIA (4輌生産) - 指揮車輛型。
- マークII (7輌生産) - シングルタイヤ。砲塔の司令塔側面を傾斜装甲とした。
- マークIIA (6輌生産) - 指揮車輛型。